# California (álbum)
California es el tercer álbum de la banda estadounidense Mr.Bungle, publicado el 13 de julio de 1999 por Warner Music.

## Composición y lanzamiento
En este álbum el grupo introduce más influencias del pop, swing, rockabilly, country & western, bossa nova, música hawaiana y de Oriente Medio, jazz, doo wop, funk, post-rock, space age pop, música de spaghetti-Western, música circense, new age y un poco de heavy metal.
El título del álbum, reabrió la polémica entre Anthony Kiedis y Mike Patton. Los músicos habían tenido discusiones anteriores, donde Anthony le acusaba de "copiar su estilo" en el video de la canción "Epic". La fecha del disco se cambió al 13 de julio, y tenía fecha para el 8 de junio, igual que Californication, el cual terminó saliendo primero.
Mike Patton, contribuyó más en este álbum, en diferencia de los otros, puesto que desde 1998, Faith No More, está disuelta. Paradójicamente, todos los otros miembros estaban más enfocados en sus proyectos paralelos.
Para promocionar California, la banda realizó cuatro giras sin descanso, participando en festivales muy importantes de Europa. Casi logran presentarse en el Big Day Out, Australia, pero Anthony intervino a modo de venganza. Mr.Bungle imitaron a los Red Hot Chili Peppers en la noche de brujas, donde simulaban drogarse e inyectarse.

## Lista de canciones
1. «Sweet Charity» (Letra y Música: Patton)
2. «None of Them Knew They Were Robots» (Letra: Spruance Música: Spruance, Patton, Heifetz)
3. «Retrovertigo» (Letra y Música: Dunn)
4. «The Air-Conditioned Nightmare» (Letra: Patton Música: Patton, McKinnon)
5. «Ars Moriendi» (Letra y Música: Patton)
6. «Pink Cigarette» (Letra: Patton Música: Spruance, Patton)
7. «Golem II: The Bionic Vapour Boy» (Letra y Música: Spruance)
8. «The Holy Filament» (Letra y Música: Dunn)
9. «Vanity Fair» (Letra: Patton Música: Dunn, Patton)
10. «Goodbye Sober Day» (Letra: Patton Música: Patton McKinnon)

Nota: Todas las canciones por Mr.Bungle. Créditos de compositores, extraído oficialmente del cuadernillo.

## Créditos Personal
- Mike Patton: Vocales, Teclado
- Trevor Dunn: Bajo, Teclado
- Trey Spruance: Guitarra, Teclado
- Danny Heifetz: Batería, percusión
- Clinton "Bär" McKinnon: Saxofón, Teclado

### Músicos adicionales
- Theo Lengyel
- Bill Banovetz: Órgano Inglés
- Sam Bass: Chelo
- Ben Barnes: Violín, Viola
- Henri Duscharme: Acordeón
- Timb Harris: Trompeta
- Marika Hughes: Chelo
- Eyvind Kang: Violín, Viola
- Carla Kihlstedt: Violín, Viola
- Michael Peloquin: Armónica
- David Phillips: Pedal de Guitarra
- Larry Ragent: Órgano Francés
- Jay Steebley: Cymbalom
- Aaron Seeman: Piano en (6)
- William Winant: Tympani, Percusión baja, Tam Tam, Mallets
- Producido por Mr.Bungle